# La terre fleurira
Pour plus de détails, voir Fiche technique et Distribution.
Le terre fleurira est un film documentaire français commandité par le journal L'Humanité en 1954, à l'occasion de son 50e anniversaire, et dont la réalisation fut confiée à Henri Aisner.

## Synopsis
Le film s'ouvre sur une intervention de Marcel Cachin, directeur de l'Humanité, à son bureau, qui raconte l'histoire du journal, et notamment la création des CDH (Comité de défense de l'Humanité, puis Comité de diffusion de l'Humanité) en 1929. S'ensuivent trois saynètes fictionnelles qui toutes, visent à monter le rôle du journal aux côtés de tous ceux qui luttent ; la première séquence raconte la prise de conscience politique d'un ouvrier parisien pendant le Front populaire, par la lecture du journal. La deuxième séquence, consacrée à la période de l'Occupation, se déroule à Dieppe. Elle montre un homme entrer en Résistance par la distribution de L'Humanité clandestine. La troisième séquence est située à la campagne, et montre la mobilisation d'un village, derrière une vieille femme, contre l'implantation d'une base de l'OTAN dirigée par un ancien général allemand. Le film se veut fédérateur : les personnages et les séquences ont été soigneusement composés pour mettre à l'honneur aussi bien les ouvriers que les paysans, et les Parisiens que les provinciaux.
Le film se clôt à la Fête de l'Huma. Tous les personnages du film se retrouvent pour valser sur la grande scène, en compagnie de figures du journal (Marcel Cachin, Étienne Fajon), du militant anti-colonial Henri Martin, et de jeunes couples vietnamiens.
La Valse de l'Huma, composée pour les 50 ans du journal, rythme le film.
Le film n'obtient qu'un visa non commercial, en 1955.

## Fiche technique
- Titre : La terre fleurira
- Réalisation : Henri Aisner
- Photographie : André Dumaître
- Montage : Suzanne Baron
- Musique : Jean Wiener
  - Chanson : La Valse de l'Huma
- Lieux de tournage et monuments : Plans des toits de Paris, le 19e arrondissement
- Direction de production : Jean-Louis Levi-Alvarès
- Format :  Noir et blanc - 35 mm - Son mono
- Genre : Documentaire
- Durée : 63 minutes

Sources : Ciné-Archives

## Distribution
- Paul Préboist  César, le copain militant communiste du métallo Félicien